# Петька VIII: Покорение Рима
Петька VIII: Покорение Рима — компьютерная игра в жанре графический квест, разработанная компанией «Сатурн-плюс» и выпущенная компанией «Бука» 22 ноября 2007 года. Является продолжением игры «Петька 007: Золото Партии» и восьмой в серии игр «Петька и Василий Иванович».

## Геймплей
Игровой процесс «Петьки VIII» претерпел изменения по сравнению с предыдущей игрой серии, «Петькой 007». Локации больше не состоят из сцен, а во многих случаях представляют собой огромное единое трёхмерное пространство, по которому перемещаются персонажи. Для всех предметов на локациях активный курсор один и тот же. При клике на предмете в большинстве случаев возникает меню в правой части экрана, на котором находятся опции действий. Это же меню служит выбором диалогов при разговоре с персонажами. Инвентарь, как и в остальных частях, открывается правой кнопкой мыши (или нажатием клавиши «I»). Выбора между персонажами в этой игре нет — большая часть игры отведена для управления Петькой, а Анке и Василию Ивановичу достается по одному эпизоду.

## Сюжет
После побега с базы доктора Да герои отправляются в космос к инопланетянам, но во время полёта на корабле возникает поломка. Во избежание аварии Петька и Чапаев решают выбросить за борт Анку. Анка попадает в открытый космос и теряет сознание. Затем она приходит в себя в родной деревне Гадюкино, точнее, в усадьбе возле деревни, где раньше жила известная графиня Кассандра. Попутно Анка узнаёт, что стала женой комдива, которого почему-то в деревне нет. Вместо него командует военный комиссар, бывший камердинер умершей графини Прошка Нюхин, называющий себя Робертом Карловичем Робеспьеровым. В Гадюкино Анка сталкивается с пасечником Кузьмичом, от которого узнаёт, что Чапаев стал вампиром, и позже сама в этом убеждается. Выясняется, что в этом виноват Робеспьеров: он обнаружил гроб графини и нашёл там ноутбук, с помощью которого он оживил графиню и та одарила его даром колдовства-программирования, способного изменять окружающий мир. Он и превратил Чапаева в вампира, его руками убил Фурманова и пытается теперь влюбить в себя Анку. Анка, Петька и Чапаев отнимают у него ноутбук, но Робеспьеров с помощью второго компьютера сбегает из этой реальности вместе с героями и стирает Чапаева и Петьку из реального мира. Однако они остаются в памяти компьютера, и Анка отправляет их в иную локацию.
Петька и Чапай оказываются в санатории, отдалённо напоминающем психбольницу. Чапаев устал и никуда не хочет идти, но Петька непоседствует и вскоре обнаруживает, что они находятся на инопланетном корабле. Героям удаётся овладеть кораблём и покинуть станцию, но, тем не менее, пришельцы подбивают корабль, и герои эвакуируются на капсуле-ракете. Капсула (пепелац) покидает корабль и попадает на Землю, переместившись во времени. При попытке облегчить капсулу для «мягкой посадки» герои выбрасывают вместе с балластом и важную деталь — гравицаппу.
После жёсткой посадки Петька и Василий Иванович ошеломлены происходящим — перед ними возникает Древний Рим. Герои понимают, что их отбросило на несколько тысячелетий назад, в эпоху существования Римской империи. Пообщавшись с обитателями Рима, Петьке становится известно, что, чтобы починить капсулу и попасть назад, героям потребуется найти ту самую «гравицаппу» — зарядное устройство. Гравицаппа же оказывается у Цезаря, которому её поднесли в качестве подарка. Пока Петька ведет её поиски, Чапаева арестовывают легионеры за разрушение чужого дома (который был разрушен пепелацем при падении) и отправляют на каторгу, в каменоломни. Петька становится свидетелем продажи командира на торгах, но не вмешивается, публично отрицая знакомство с Чапаевым.
Пока Чапаев отбывает свой срок и совершает побег с острова, Петька находит путь к Цезарю через Колизей. Он знакомится со Спартаком и помогает тому постоять за себя. Проникнув во дворец, Петька становится свидетелем того, как Цезаря принуждают отречься посланники Сената, и, разогнав заговорщиков, вручает ему важное послание, добытое у гонца. Прочитав послание, Цезарь возвращает ему гравицаппу и оставляет в качестве наместника («презерватора») в Риме, а сам покидает город для сбора войск. Петька становится правой рукой Цезаря и, потеряв голову от власти и забыв о командире, наслаждается «сладкой жизнью». В это время из каменоломен в буквальном смысле «прилетает» Василий Иванович и вторгается в Колизей, где проходит представление. Увидев вернувшегося командира, Петька сильно удивлён. Чапаев обвиняет его в предательстве. Однако в этот момент на Чапаева нападает лев и откусывает ему голову.
Действие игры возвращается к Петьке. Он приходит к Робеспьерову, заточённому в тюрьме, и просит помочь всё исправить. Нюхин решается помочь Петьке при помощи гравицаппы, которая нужна для ноутбука, и руководства «Питон для чайников». Так как эта книга находится в личном банке Цезаря, то Петьке приходится в сговоре со Спартаком ограбить этот банк. Робеспьеров посылает Петьку в мир мёртвых, а сам закрывает проход и решает занять трон. На Олимпе Петька находит Чапаева, который подружился с местными богами, и умоляет его о возвращении домой. В результате Чапаева и Петьку возвращают назад, и они приходит в себя во дворце, который с одной стороны блокирован отрядами Цезаря, а с другой — недовольными фанатами Спартака, ожидающими от Петьки выплаты их доли за ограбление. Пленив Робеспьерова, герои пытаются взломать ноутбук. Когда им это удается, на подлодке-космическом корабле появляется Анка, после чего герои улетают из Древнего Рима. Чапаев решает полететь на Сатурн-плюс, который выпустил эту игру, чтобы разобраться с разработчиками.

## Персонажи игры
- Петька — один из главный героев. Визуально сильно изменился по сравнению с «Петькой 007».
- Василий Иванович Чапаев — один из главных героев. Немного изменился. Был превращен в вампира. Хочет отомстить Робеспьерову и инопланетянам.
- Анка — одна из главных героев. Визуально изменилась по сравнению с Анкой из «Петьки 007».
- Роберт Карлович Робеспьеров (Прошка Нюхин) — великий комиссар, узурпировавший власть в Гадюкино после смерти Фурманова. Безуспешно пытался влюбить в себя Анку. Попытался захватить Римскую империю, но был побеждён и низложен. Арестован стражей Цезаря.

### Второстепенные персонажи
- Кузьмич — пасечник. Боялся Робеспьерова и вампиров. Был нейтрализован Анкой.
- Кассандра — графиня, некогда жившая в имении близ Гадюкино. Будучи оживлённой Робеспьеровым, помогает ему влюбить в себя Анку. Позже помогала Петьке в Древнем Риме.
- Гай Юлий Цезарь — римский император. Отдаёт гравицаппу Петьке и назначает его своим заместителем.
- Фурманов — секретарь Цезаря.